# 대전 도시철도 1호선
대전 도시철도 1호선(大田 都市鐵道 1號線)은 대한민국 대전광역시 동구 판암동에 있는 판암역과 대전광역시 유성구 반석동에 있는 반석역을 잇는 대전교통공사의 도시 철도이며 지하철 노선이다. 모든 구간이 지하이며, 모든 역에 스크린도어가 설치돼 있다. 안내 등에 사용되는 색은 진녹색(■)이다. 통행방향은 어디서든 우측통행이다. 현재 개통된 전 역사가 반대편 승강장과 횡단이 가능한 구조로 지어져 있다.

## 역사
1996년 10월 30일 1단계 구간(판암역 ~ 정부청사역)의 공사가 시작되었고, 2003년 7월 25일에 역명이 확정되었다. 2006년 3월 16일에 판암역에서 정부청사역 사이의 구간(10.7 km)을 1단계로 개통하여 운영하였으며, 2007년 4월 17일에는 정부청사역에서 반석역 구간(9.7 km)을 2단계로 개통하여 전구간을 운영하기 시작하였다.
개통 후 승차 인원이 증가함에 따라 평일 출·퇴근 시간의 배차 간격을 2008년 5월에 8분에서 6분으로 단축하였고, 2009년 3월에는 5분으로 단축하였다. 앞서 2008년 6월에는 오후 시간대 간격을 10분에서 8분으로 단축한데 이어 같은 해 11월에는 대전역 막차 시간을 연장하였다.
2024년 4월 1일부터 하행 막차가 반석역까지 연장 운행된다.

## 역 목록
- 미개통역 및 미개통 노선은 기울임꼴로 표기하였다.

| 역 번호                           | 한글 역명                        | 로마자 역명                                                    | 국한문 역명                        | 접속 노선                                                                             | 역간 거리 | 영업 거리 | 소재지     | 소재지 |
| --------------------------------- | -------------------------------- | -------------------------------------------------------------- | ---------------------------------- | ------------------------------------------------------------------------------------- | --------- | --------- | ---------- | ------ |
| 100                               | 식장산                           | Sikjangsan(Mt.)                                                | 食藏山                             |                                                                                       | -         | -         | 대전광역시 | 동구   |
| 101                               | 판암(대전대)                     | Panam(Daejeon University)                                      | 板岩(大田大)                       |                                                                                       |           |           | 대전광역시 | 동구   |
| 102                               | 신흥                             | Sinheung                                                       | 新興                               |                                                                                       | 0.94      | 0.94      | 대전광역시 | 동구   |
| 103                               | 대동(우송대)                     | Daedong(Woosong University)                                    | 大洞(又松大)                       | ● 대전 도시철도 2호선(예정)                                                           | 1.22      | 2.16      | 대전광역시 | 동구   |
| 104                               | 대전역 (신안과의원)              | Daejeon Station                                                | 大田驛                             | ● 대전 도시철도 2호선(예정) 경부선 경부고속선 충청권 광역철도 옥천 방면 지선 (대전역) | 1.01      | 3.17      | 대전광역시 | 동구   |
| 105                               | 중앙로                           | Jungangno                                                      | 中央路                             |                                                                                       | 0.83      | 4.00      | 대전광역시 | 중구   |
| 106                               | 중구청                           | Jung-gu Office                                                 | 中區廳                             |                                                                                       | 0.70      | 4.70      | 대전광역시 | 중구   |
| 107                               | 서대전네거리                     | Seodaejeonnegeori(Jct.)                                        | 西大田네거리                       | ● 대전 도시철도 2호선(예정)                                                           | 0.84      | 5.54      | 대전광역시 | 중구   |
| 108                               | 오룡                             | Oryong                                                         | 五龍                               |                                                                                       | 0.78      | 6.32      | 대전광역시 | 중구   |
|                                   | 용두                             | Yongdu                                                         | 龍頭                               | 충청권 광역철도(예정)                                                                 |           |           | 대전광역시 | 중구   |
| 109                               | 용문(가톨릭병원)                 | Yongmun(Catholic Hospital)                                     | 龍汶(가톨릭病院)                   |                                                                                       | 1.50      | 7.82      | 대전광역시 | 서구   |
| 110                               | 탄방(다빈치병원)                 | Tanbang(Davinci Hospital)                                      | 炭坊(다빈치病院)                   |                                                                                       | 1.20      | 9.02      | 대전광역시 | 서구   |
| 111                               | 시청                             | City hall                                                      | 市廳                               |                                                                                       | 0.75      | 9.77      | 대전광역시 | 서구   |
| 112                               | 정부청사 (신협중앙회)            | Government Complex Daejeon(Credit Union)                       | 政府廳舍(信協中央會)               | ● 대전 도시철도 2호선(예정)                                                           | 0.99      | 10.76     | 대전광역시 | 서구   |
| 113                               | 갈마                             | Galma                                                          | 葛馬                               |                                                                                       | 0.75      | 11.51     | 대전광역시 | 서구   |
| 114                               | 월평(한국과학기술원)(방위사업청) | Wolpyeong (KAIST) (Defense Acquisition Program Administration) | 月坪 (韓國科學技術院) (防衛事業廳) |                                                                                       | 0.75      | 12.26     | 대전광역시 | 서구   |
| 115                               | 갑천                             | Gapcheon                                                       | 甲川                               |                                                                                       | 1.04      | 13.30     | 대전광역시 | 서구   |
| 116                               | 유성온천(충남대·목원대)          | Yuseong Spa(Chungnam National University·Mokwon University)    | 儒城溫泉(忠南大·牧園大)            | ● 대전 도시철도 2호선(예정)                                                           | 1.28      | 14.59     | 대전광역시 | 유성구 |
| 117                               | 구암                             | Guam                                                           | 九岩                               |                                                                                       | 1.05      | 15.63     | 대전광역시 | 유성구 |
| 118                               | 현충원(한밭대)                   | National Cemetery(Hanbat National University)                  | 顯忠院(한밭大)                     |                                                                                       | 0.84      | 16.47     | 대전광역시 | 유성구 |
| 119                               | 월드컵경기장(노은도매시장)       | Wold Cup Stadium(Noeun Wholesale Market)                       | 世界杯競技場(老隱都賣市場)         |                                                                                       | 1.06      | 17.53     | 대전광역시 | 유성구 |
| 120                               | 노은                             | Noeun                                                          | 老隱                               |                                                                                       | 0.81      | 18.34     | 대전광역시 | 유성구 |
| 121                               | 지족(침신대)                     | Jijok(Chimshin University)                                     | 智足(浸神大)                       |                                                                                       | 1.15      | 19.49     | 대전광역시 | 유성구 |
| 122                               | 반석(칠성대)                     | Banseok(Chilsungdae)                                           | 盤石(七星臺)                       |                                                                                       | 0.98      | 20.47     |            | 유성구 |
| 대전-세종-충북 광역철도 직결 예정 |                                  |                                                                |                                    |                                                                                       |           |           |            |        |

## 역 신설 계획

### 용두역 신설
향후 충청권 광역철도의 개통에 대비해 용문역과 오룡역 사이(용두네거리 부근)에 환승역인 용두역의 신설이 확정되었다. 신설을 위해 용두역 신설을 위한 기본 계획 용역에 들어갔으며 역 건설 비용 340억을 전액 시비로 부담하여 운영될 예정이다.

### 식장산역 신설
2006년, 지역사회에서 판암 방면 연장 요구가 생겨났다.
2011년, 동구의회에서 판암동과 용운동에 거주하는 동신중고 재학생들을 근거로 식장산과 세천공원을 이용하는 이용객들이 증가하는데 따른 교통 서비스 차원에서 연장을 구체적으로 계획했다. 판암역에서 판암차량사업소 끝 지점까지 1량 또는 2-3량을 별도로 약 2.6km 연장운행하는 방안으로 검토했다. 동구 제2선거구 출신인 오영세 의원의 시정질문서에도 나타낸 바 있다.
2022년 12월 14일, 기존 기•종점인 1호선 판암역에서 1개 역(가칭 식장산역)을 추가하는 계획을 발표했다. 식장산역은 도시철도 1호선 판암차량사업소 내에 유치선을 활용하여 신설할 예정이다. 2026년 개통을 목표로 하며, 사업비는 약 150억원이 투입될 계획이다. 판암역에서 식장산 삼거리까지 걸어가면 47분이 걸렸으나 식장산역에서 내려 걸어가면 7분 정도가 되는 효과가 생긴다.
2023년 하반기 설계를 착수하여 2026년 개통예정으로 계획중이다.

## 연장 계획

### 식장산역 신설
2006년, 지역사회에서 판암 방면 연장 요구가 생겨났다.
2011년, 동구의회에서 판암동과 용운동에 거주하는 동신중고 재학생들을 근거로 식장산과 세천공원을 이용하는 이용객들이 증가하는데 따른 교통 서비스 차원에서 연장을 구체적으로 계획했다. 판암역에서 판암차량사업소 끝 지점까지 1량 또는 2-3량을 별도로 약 2.6km 연장운행하는 방안으로 검토했다. 동구 제2선거구 출신인 오영세 의원의 시정질문서에도 나타낸 바 있다.
2022년 12월 14일, 기존 기•종점인 1호선 판암역에서 1개 역(가칭 식장산역)을 추가하는 계획을 발표했다. 식장산역은 도시철도 1호선 판암차량사업소 내에 유치선을 활용하여 신설할 예정이다. 2026년 개통을 목표로 하며, 사업비는 약 150억원이 투입될 계획이다. 판암역에서 식장산 삼거리까지 걸어가면 47분이 걸렸으나 식장산역에서 내려 걸어가면 7분 정도가 되는 효과가 생긴다.

## 이용객 변화 추이
유동 인구가 많은 대전역과 중앙로, 용문, 시청, 정부청사, 유성온천을 통과하기 때문에 단일 노선임에도 불구하고 이용객이 많은 편이며, 승객이 현재까지도 꾸준히 증가하는 추세이다.
| 1일 평균 승차 인원 | 1일 평균 승차 인원 | 1일 평균 승차 인원 | 1일 평균 승차 인원 | 1일 평균 승차 인원 | 1일 평균 승차 인원 | 1일 평균 승차 인원 | 1일 평균 승차 인원 | 1일 평균 승차 인원 | 1일 평균 승차 인원 |
| 2006년             | 2007년             | 2008년             | 2009년             | 2010년             | 2011년             | 2012년             | 2013년             | 2014년             | 2015년             |
| ------------------ | ------------------ | ------------------ | ------------------ | ------------------ | ------------------ | ------------------ | ------------------ | ------------------ | ------------------ |
| 35,147             | 63,962             | 80,094             | 93,483             | 96,545             | 103,249            | 105,137            | 109,230            | 111,962            | 110,752            |
| 2016년             | 2017년             | 2018년             | 2019년             | 2020년             | 2021년             | 2022년             | 2023년             | 2024년             |                    |
| 109,144            | 108,771            | 108,819            | 110,307            |                    |                    |                    |                    |                    |                    |

## 같이 보기
- 대전 도시철도
- 대전-세종-충북 광역철도